# Demir Gökgöl
Demir Gökgöl (Istanbul, 15 luglio 1937 – Amburgo, 2 marzo 2012) è stato un attore turco.

## Biografia
Tra il 1959 e il 1964 ha studiato Storia del Teatro e Drammaturgia a Vienna, per tornare poi a Istanbul dove ha lavorato come presso Radio Istanbul TRT e come attore in vari allestimenti teatrali. Nel 1968 è emigrato in Germania, dove è stato attore cinematografico e televisivo. L'interpretazione di Yunus Güner nel film La sposa turca lo rende noto al pubblico internazionale.
Tra le sue attività anche l'interpretazione di brani poetici, da Pablo Neruda a Orhan Veli, spesso con l'accompagnamento di musicisti. È considerato uno dei migliori narratori delle poesie di Nazim Hikmet. È scomparso nel 2012 per un cancro alla gola, per il quale dal 2010 si sottoponeva a terapia.

## Filmografia

### Cinema
- 40 mq di Germania, regia di Tevfik Baser (1986)
- Auge um auge, regia di Mansour Ghadarkhah (1992)
- Schattenboxer, regia di Lars Becker (1992)
- Zwei Tage grau, regia di Harry Flöter e Jörg Siepmann (1996)
- Die letzte Patrone regia di Nuray Sahin - cortometraggio (2000)
- Erkan & Stefan gegen die Mächte der Finsternis, regia di Axel Sand (2002)
- La sposa turca, regia di Fatih Akin (2004)
- Suzuki, regia di Christoph Wermke - cortometraggio (2008)
- Evet, ich will!, regia di Sinan Akkuş (2008)
- Soul Kitchen, regia di Fatih Akin (2009)

### Televisione
- Die Männer vom K3, 1 episodio (1994)
- Einsatz Hamburg Süd, 1 episodio (1997)
- Wut (2006)
- GG 19 - Eine Reise durch Deutschland in 19 Artikeln (2007)
- Tatort, 2 episodi (1993-2008)
- Heute keine Entlassung (2009)